# Багаутдинов, Анвар Бадретдинович
Анвар Бадретдинович Багаутдинов (27 ноября 1925 года, дер. Эмикеево, Камско-Устьинский район, ТАССР, РСФСР — 25 октября 2002 года, Казань, Татарстан, Российская Федерация) — советский партийный и государственный деятель, председатель Президиума Верховного Совета Татарской АССР (1983—1986).

## Биография
Окончил Татарскую республиканскую двухгодичную партийную школу (1953), Мензелинский сельскохозяйственный техникум (1964), Казанский государственный университет им. В.И. Ульянова-Ленина (1959).
- 1941—1942 гг. — тракторист Бондюжской МТС Бондюжского района Татарской АССР,
- 1942—1943 гг. — учащийся Бондюжской средней школы Бондюжского района Татарской АССР,
- 1950—1950 гг. — начальник военно-учётного стола Бондюжского РО Министерства государственной безопасности Татарской АССР,
- 1950—1951 гг. — второй секретарь Бондюжского районного комитета ВЛКСМ Татарской АССР,
- 1951—1953 гг. — слушатель Татарской республиканской двухгодичной партийной школы, г. Казань,
- 1953—1954 гг. — заведующий отделом пропаганды и агитации Бугульминского районного комитета КПСС Татарской АССР,
- 1954—1957 гг. — секретарь Бугульминского районного комитета КПСС по зоне Бугульминской МТС Татарской АССР,
- 1957—1960 гг. — секретарь Бугульминского городского комитета КПСС Татарской АССР,
- 1960—1961 гг. — второй секретарь Бугульминского городского комитета КПСС Татарской АССР,
- 1961—1962 гг. — первый секретарь Азнакаевского районного комитета КПСС Татарской АССР,
- 1962—1965 гг. — секретарь партийного комитета Альметьевского производственного колхозно-совхозного управления Татарской АССР,
- 1965—1979 гг. — первый секретарь Азнакаевского районного комитета КПСС Татарской АССР,
- 1979—1983 гг. — первый секретарь Альметьевского городского комитета КПСС Татарской АССР,
- 1983—1986 гг. — председатель Президиума Верховного Совета Татарской АССР.

С 1986 г. на пенсии. Член центральной избирательной комиссии Республики Татарстан

## Награды и звания
Награждён орденами Ленина, Дружбы народов, тремя орденами Трудового Красного знамени, орденом Отечественной войны II степени, медалями.

## Семья
- Супруга — Багаутдинова Наиля Тухватовна,
  - дочь Фарида (1954 г.р.) — ветеран нефтяной промышленности
  - Внуки:
    - Булгаков Булат (1977 г.р.)
    - Булгаков Тимур (1980 г.р.)
    - Булгаков Мурад (1989 г.р.) - заместитель Руководителя Исполнительного комитета Высокогорского района Республики Татарстан

  - Правнуки (в порядке рождения):
    - Фарит
    - Алина
    - Аиша
    - Артур
    - Айла
    - Альмира
    - София
    - Анвар

## Увековечение памяти
- 2005 - Издана автобиографическая книга "О времени и о себе" , написанная Багаутдиновым незадолго до смерти. Экземпляр книги передан на вечное хранение в Национальный музей Республики Татарстан[1].
- 2020 - Включён в список " 100 замечательных татарстанцев" составленный в рамках празднования 100-летия образования Татарской АССР[2].
- 2023 - Установлена мемориальная доска по адресу г. Казань, улице Маяковского, д.19. В Мероприятии приняли участие нынешний глава Республики Татарстан Рустам Минниханов, бывший президент Татарстана Минтимер Шаймиев, а также члены семьи - супруга, дочь и сестра Багаутдинова (Наиля Тухватовна, Фарида Анваровна и Равза Бадретдиновна)[3].